# Amanda Warren
Amanda Warren (New York, 17 luglio 1982) è un'attrice statunitense.
È conosciuta principalmente per aver interpretato Lucy Warburton nella serie televisiva The Leftovers.

## Biografia
Nata a New York, ha studiato Canto presso il Professional Performing Arts School, sito nel quartiere di Hell's Kitchen, Manhattan. 
Il suo primo ruolo importante è arrivato nel 2008 quanto entra nel cast di Law & Order: Criminal Intent. Ulteriori piccoli ruoli li ha avuti nel corso del 2010 nelle serie televisive The Good Wife, Law & Order - I due volti della giustizia, Rubicon e Gossip Girl. È famosa principalmente per aver interpretato il sindaco di Mapleton, Lucy Warburton, nella serie televisiva The Leftovers - Svaniti nel nulla, prodotta e distribuita dalla HBO.

## Filmografia

### Cinema
- I guardiani del destino (The Adjustment Bureau), regia di George Nolfi (2011)
- 7 psicopatici (Seven Psychopaths), regia di Martin McDonagh (2012)
- All is Bright, regia di Phil Morrison (2013)
- Deep Powder, regia di Mo Ogordnik (2013)
- Tre manifesti a Ebbing, Missouri (Three Billboards Outside Ebbing, Missouri), regia di Martin McDonagh (2017)
- Madre! (Mother!), regia di Darren Aronofsky (2017)
- End of Justice - Nessuno è innocente (Roman J. Israel, Esq.), regia di Dan Gilroy (2017)
- The Super, regia di Stephan Rick (2017)
- Safety - Sempre al tuo fianco (Safety), regia di Reginald Hudlin (2020)

### Televisione
- Law & Order: Criminal Intent – serie TV, episodi 7x18-7x20-8x08 (2008-2009)
- The Good Wife – serie TV, episodio 1x04 (2009)
- Law & Order - I due volti della giustizia (Law & Order) – serie TV, episodio 20x13 (2010)
- Rubicon – serie TV, episodio 1x07 (2010)
- Gossip Girl – serie TV, episodio 4x11 (2010)
- A Mann's World, regia di Michael Patrick King – film TV (2011)
- Detroit 1-8-7 – serie TV, episodio 1x11 (2011)
- The Closer – serie TV, episodi 7x16-7x20 (2012)
- Royal Pains – serie TV, episodio 5x06 (2013)
- The Leftovers - Svaniti nel nulla (The Leftovers) – serie TV, 10 episodi (2014)
- Law & Order - Unità vittime speciali (Law & Order: Special Victims Unit) – serie TV, episodi 16x15-19x21-20x08 (2015-2018)
- Jessica Jones – serie TV, episodio 1x13 (2015)
- Recon, regia di Adam Davidson – film TV (2016)
- Las Reinas – serie TV, episodio 1x01 (2017)
- This Is Us – serie TV, episodio 1x16 (2017)
- Genius – serie TV, episodio 3x01 (2017)
- Taken – serie TV, episodi 1x09-1x10 (2017)
- The Wizard of Lies, regia di Barry Levinson – film TV (2017)
- House of Cards - Gli intrighi del potere (House of Cards) – serie TV, episodio 5x02 (2017)
- The Brave – serie TV, episodio 1x05 (2017)
- NCIS: New Orleans – serie TV, 5 episodi (2017-2019)
- Black Mirror – serie TV, episodio 4x06 (2017)
- Power – serie TV, episodi 5x02-5x03 (2018)
- The Purge – serie TV, 9 episodi (2018)
- Blindspot – serie TV, episodio 4x11 (2019)
- Dickinson – serie TV, 5 episodi (2019)
- Madam Secretary – serie TV, 6 episodi (2019)
- FBI – serie TV, episodio 2x10 (2019)
- Gossip Girl – serie TV, 7 episodi (2021-2023)
- East New York – serie TV (2022-2023)

## Doppiatrici italiane
Nelle versioni in italiano delle opere in cui ha recitato, Amanda Warren è stata doppiata da:
- Francesca Fiorentini in The Closer, Safety - Sempre al tuo fianco
- Laura Romano in 7 psicopatici, The Burial - Il caso O'Keefe
- Rossella Acerbo in The Leftovers - Svaniti nel nulla, Law & Order - Unità vittime speciali (ep. 16x15)
- Alessia Amendola in East New York, The Night Agent
- Roberta Pellini in End of Justice - Nessuno è innocente
- Barbara Berengo Gardin in Tre manifesti a Ebbing, Missouri
- Cristina Boraschi in NCIS: New Orleans
- Patrizia Burul in Law & Order - Unità vittime speciali (ep. 20x08)